# Asuran
Los Asuran son una raza ficticia en la serie de ciencia ficción Stargate Atlantis que tiene muchas semejanzas a los Replicantes de Stargate SG-1.

## Historia
Desesperados por encontrar medios más eficaces para derrotar a los Wraith, los Antiguos crearon a los primeros Asurans como parte de un experimento para crear un arma biológica artificial bajo la forma de nanites que se infiltrarían y destruirían a los Wraith desde dentro. Estos nanites fueron programados con una agresión que sobrepasaba a la de los Wraith (Stargate); crecieron en número, y comenzaron a asumir la forma de sus creadores. Los Asurans pidieron a los Antiguos que quitaran la agresión que había sido programada en ellos, una agresión que los dotaba de una rabia que no podían contener o entender; la petición fue negada ya que desde el principio habían sido concebidos como armas y la programación de los Asurans evitaba que hicieran daño a sus creadores.
Luego de descubrir la inviabilidad de los nanites como armas, los Antiguos destruyeron sus creaciones y suprimieron todo rastro de ellos de su base de datos, excepto la dirección de la puerta del planeta (Asuras). Algunos Asuran lograron sobrevivir, gracias a sus capacidades de replicación, y produjeron lo que llamaron “segundo nacimiento”, esta vez, no sólo tomando la forma de sus creadores, sino también reconstruyendo su ciudad en una escala lejos más magnífica que la de sus creadores.
Varios miles de años más tarde, fueron descubiertos por la expedición Atlantis. Su población había crecido hasta alcanzar millones y algunos, tales como Niam, tenía incluso deseos de alcanzar la ascensión. Tenían (supuestamente) un plan para destruir a los Wraith (Stargate), aunque era un plan lento, a largo plazo que no contemplaba los intereses de los seres humanos o su supervivencia. La creencia era que las tendencias agresivas que los Antiguos habían programado en ellos evitaba que ascendieran, así que con la ayuda de Rodney McKay reprogramaron a Niam para quitar estas tendencias. Aunque las tentativas de Rodney McKay eran acertadas, fueron descubiertos antes de que los códigos de comando reescritos se pudieran distribuir a los otros.
Al mismo tiempo, bajo la orden de Oberoth (su líder) los Asuran efectúan, a bordo de la nave-ciudad, un salto en el hiperespacio en un intento por destruir Atlantis. Esta tentativa fue frustrada por Rodney McKay, con la ayuda de Niam, que sobrecargó los 3 ZPMs destruyendo la ciudad.
Más adelante, fue revelado que los Asurans tenían, quizás debido a los esfuerzos de McKay, la capacidad para reescribir partes de su programación como la que evitaba que atacaran a los Antiguos. Esto permitió que los Asurans capturaran Atlantis, por sorpresa, y mataran a los Antiguos que habían llegado a bordo de la nave Tria. Los Asurans aseguraron la ciudad pero se enfrentaron a un retraso cuando un Puddle Jumper con el equipo de John Sheppard a bordo, después de desobedecer órdenes, soltaran una bomba en la torre de control antes de irse. La explosión destruyó la sala de mando, el muelle de los Puddle Jumper y gran parte de la torre central; sin embargo, los Asurans repararon la torre en cuestión de horas. También sondearon las mentes del general Jack O'Neill y de Richard Woolsey para extraer información vital. El daño sufrido requirió que el grupo de Asurans desmantelaran su propia nave y utilizaran las partes para reparar las partes dañadas de la ciudad. Usando sus propios ZPMs (más el que ya habían traído los Antiguos), los Asurans tenían previsto dejar el sistema de Lantian y destruir el Dédalo, que intentaba destruir la ciudad para evitar que caiga en las manos de los Asurans. Los Asurans que ocupaban la ciudad fueron destruidos cuando los cristales de los ARGs (Anti Replicator Gun) fueron puestos en los emisores del escudo y destruyeron así a todos los Asurans en la ciudad antes de que tuvieran la oportunidad de adaptarse.
Los Asurans utilizarían otra manera para derrotar a los seres humanos, comenzarían a construir naves en su planeta natal (Asuras) con el propósito expreso de llevar la batalla a la Vía Láctea y por ende a la tierra. Este plan se vería frustrado cuando la nave Apolo (Stargate) lanzó un ataque quirúrgico sorpresa contra Asuras. Con la devastación que hicieron frente, los Asurans comenzaron un nuevo ataque contra Atlantis con un arma de energía de gran alcance, dirigida desde un stargate a bordo de un satélite orbital.
Los Asurans demuestran un odio sin precedentes contra los seres humanos, particularmente contra los Tau'ri. Esto se debe a que los Antiguos favorecieron a los seres humanos y seleccionaron a los Tau'ri como sus herederos y descendientes, así como volvieron a la tierra después de la guerra contra los Wraith (Stargate) y pasaron el resto de sus días allí.

## Características
Los Asurans poseen mucho del conocimiento de los Antiguos, como se evidencia en la fabricación de ZPM y por la creación de una nave-ciudad casi idéntica a Atlantis. También poseen la capacidad de interconectarse directamente con el subconsciente humano, atravesar paredes y poseen una fuerza que es muy superior a la de un ser humano normal, pues Oberoth levantó a Mckay con un brazo y con el otro le dio un golpe violento a Ronon haciéndolo a un lado con poco esfuerzo (características similares a las de los Replicantes de forma humana hallados en la Vía Láctea).
Sus componentes interdependientes consisten en más tres mil millones de secuencias químicas. Las armas de EMP (Pulso Electromagnético) son una amenaza a las formas poco evolucionadas de los nanites (como los hallados en Atlantis). Sin embargo pueden de alguna manera integrar tecnología orgánica en sí mismos para hacerlos algo inmunes a este tipo de ataque (“el del mundo real”). Las armas convencionales parecen tener efecto mínimos en ellos. El arma de Ronon, sin embargo, puede atontarlos temporalmente (en comparación con los Replicantes originales y la forma humana de los Replicantes, que eran inmunes a cualquier arma de energía usada contra ellos). Las armas utilizadas en contra de los Replicantes originales no fueron usadas por lo que se asume que los nuevos ARGs son mejores.
Un solo pulso del arma reduciría a un Asuran en sus bloques componentes, separando la conexión que mantiene cada bloque unido, y ha demostrado ser eficaz, sin embargo, cabe la posibilidad que los Asurans puedan adaptarse a la frecuencia del arma y desarrolla así una inmunidad a sus efectos. En el episodio "The Return" Parte II, fue demostrado que los Asurans requieren un cierto suministro de energía y, después de negárselo por períodos largos, los hace vulnerables y los deja incapacitados. Sin embargo, solamente les toma poco tiempo reajustarse y convertirse en una amenaza mortal de nuevo.
Los Replicantes construyen sus naves y estructuras de bloques Replicantes haciéndolas inmune a las armas de energía; los Asurans, en cambio, Construyen sus naves y edificios de materiales convencionales haciéndolos tan vulnerable a las armas convencionales como las naves antiguas. Dado su sofisticación, no es que mucha comodidad dada su capacidad de Replicarse, aunque también puede deberse a que los Asurans nunca fueron construidos a partir de bloques sino que están constituidos por nanites y desconocen esta forma (además de que va en contra de la "evolución" de los Replicantes, que primero fueron bloques y luego nanites).
La mente colectiva de los Asurans es capaz de almacenar la esencia de las diversas clases de Asurans. Esto esencialmente permite que un Asuran difunto sea creado otra vez, como sucedió con Oberoth.